# Olympische Sommerspiele 1996/Teilnehmer (Estland)
| Gelbes Symbol für Goldmedaillen mit stilisierten Olympischen Ringen | Graues Symbol für Silbermedaillen mit stilisierten Olympischen Ringen | Braundes Symbol für Bronzemedaillen mit stilisierten Olympischen Ringen |
| ------------------------------------------------------------------- | --------------------------------------------------------------------- | ----------------------------------------------------------------------- |
| —                                                                   | —                                                                     | —                                                                       |

Estland nahm bei den Olympischen Sommerspielen 1996 in der US-amerikanischen Metropole Atlanta mit 43 Sportlern, 8 Frauen und 35 Männern, in 36 Wettbewerben in 13 Sportarten teil.
Seit 1920 war es die siebte Teilnahme Estlands bei Olympischen Sommerspielen.

## Flaggenträger
Der Ruderer Jüri Jaanson trug die Flagge Estlands, während der Eröffnungsfeier am 19. Juli im Centennial Olympic Stadium.

## Teilnehmer
Jüngste Teilnehmer Estlands war der Bogenschütze Raul Kivilo mit 22 Jahren und 298 Tagen, ältester der Leichtathlet Jüri Tamm mit 39 Jahren und 173 Tagen.
| Name               | Alter | Geschlecht | Sportart           | Resultat(e) |
| ------------------ | ----- | ---------- | ------------------ | --- |
| Arvi Aavik         | 26    | männlich   | Ringen             | Platz 12 im Schwergewicht Freistil                                                                                        |
| Lauri Aus          | 25    | männlich   | Radsport           | Platz 36 im Straßenrennen                                                                                                 |
| Peter Šaraškin     | 28    | männlich   | Segeln             | Platz 24 im Laser |
| Valeri Bukrejev    | 32    | männlich   | Leichtathletik     | Stabhochsprung-Qualifikation                                                                                              |
| Helger Hallik      | 23    | männlich   | Ringen             | Platz 15 im Superschwergewicht griechisch-römisch                                                                         |
| Hain Helde         | 24    | männlich   | Kanurennsport      | Platz 5 im ersten Zwischenlauf im Kajak-Einer über 500 Meter Platz 6 im zweiten Halbfinale im Kajak-Einer über 1000 Meter |
| Andrei Inešin      | 29    | männlich   | Schießsport        | Platz 7 im Skeet |
| Heikki Jaansalu    | 37    | männlich   | Schießsport        | Platz 45 im Trap |
| Jüri Jaanson       | 30    | männlich   | Rudern             | Platz 18 im Einer |
| Oxana Jermakowa    | 23    | weiblich   | Fechten            | Platz 15 im Degen-Einzel Platz 5 mit der Degen-Mannschaft                                                                 |
| Kaido Kaaberma     | 27    | männlich   | Fechten            | Platz 7 im Degen-Einzel Platz 5 mit der Degen-Mannschaft                                                                  |
| Andrus Kajak       | 30    | männlich   | Fechten            | Platz 15 im Degen-Einzel Platz 5 mit der Degen-Mannschaft                                                                 |
| Indrek Kaseorg     | 28    | männlich   | Leichtathletik     | Zehnkampf |
| Küllo Kõiv         | 24    | männlich   | Ringen             | Platz 7 im Leichtgewicht Freistil                                                                                         |
| Avo Keel           | 33    | männlich   | Beachvolleyball    | Platz 17 |
| Jaan Kirsipuu      | 27    | männlich   | Radsport           | Platz 24 im Straßenrennen                                                                                                 |
| Raul Kivilo        | 22    | männlich   | Bogenschießen      | Platz 42 im Einzel |
| Raido Kodanipork   | 27    | männlich   | Radsport           | Platz 96 im Straßenrennen                                                                                                 |
| Kaido Kreen        | 31    | männlich   | Beachvolleyball    | Platz 17 |
| Krista Kruuv       | 25    | weiblich   | Segeln             | Platz 24 im Europe |
| Andres Lauk        | 31    | männlich   | Radsport           | Platz 49 im Straßenrennen                                                                                                 |
| Meelis Loit        | 25    | männlich   | Fechten            | Platz 35 im Degen-Einzel Platz 5 mit der Degen-Mannschaft                                                                 |
| Pavel Loskutov     | 26    | männlich   | Leichtathletik     | Platz 58 im Marathon |
| Alges Maasikmets   | 27    | männlich   | Radsport           | Mountainbike |
| Virge Naeris       | 26    | weiblich   | Leichtathletik     | Platz 26 in der Weitsprung-Qualifikation                                                                                  |
| Andrei Nazarov     | 31    | männlich   | Leichtathletik     | Zehnkampf |
| Waleri Nikitin     | 26    | männlich   | Ringen             | Platz 8 im Leichtgewicht griechisch-römisch                                                                               |
| Erki Nool          | 26    | männlich   | Leichtathletik     | Platz 6 im Zehnkampf |
| Indrek Pertelson   | 25    | männlich   | Judo               | Platz 21 im Schwergewicht                                                                                                 |
| Eha Rünne          | 33    | weiblich   | Leichtathletik     | Platz 25 in der Diskuswurf-Qualifikation                                                                                  |
| Lauri Resik        | 26    | männlich   | Radsport           | Straßenrennen |
| Heidi Rohi         | 30    | weiblich   | Fechten            | Platz 22 im Degen-Einzel Platz 5 mit der Degen-Mannschaft                                                                 |
| Erika Salumäe      | 34    | weiblich   | Radsport           | Platz 6 im Sprint |
| Jane Salumäe       | 28    | weiblich   | Leichtathletik     | Marathon |
| Indrek Sei         | 23    | männlich   | Schwimmen          | Platz 26 über 50 Meter Freistil Platz 32 über 100 Meter Freistil                                                          |
| Donald-Aik Sild    | 27    | männlich   | Leichtathletik     | Platz 30 in der Speerwurf-Qualifikation                                                                                   |
| Jüri Tamm          | 39    | männlich   | Leichtathletik     | Platz 26 in der Hammerwurf-Qualifikation                                                                                  |
| Aleksander Tammert | 23    | männlich   | Leichtathletik     | Platz 25 in der Diskuswurf-Qualifikation                                                                                  |
| Tõnu Tõniste       | 29    | männlich   | Segeln             | Platz 10 im 470er |
| Toomas Tõniste     | 29    | männlich   | Segeln             | Platz 10 im 470er |
| Imre Tiidemann     | 25    | männlich   | Moderner Fünfkampf | Platz 7 im Einzel |
| Marko Turban       | 29    | männlich   | Leichtathletik     | Platz 22 in der Hochsprung-Qualifikation                                                                                  |
| Maarika Võsu       | 24    | weiblich   | Fechten            | Platz 18 im Degen-Einzel Platz 5 mit der Degen-Mannschaft                                                                 |